# Mirjana Emina Majić
Mirjana Emina Majić (Mirjana Majić) (Slatina, 3. rujna 1932. – Sydney, 5. kolovoza 2021.), bila je hrvatska književnica i prevoditeljica iz Australije. 

## Životopis
Mirjana Emina Majić rodila se u Slatini 1932. godine.
Objavila je brojne zbirke poezije, a mnoge su joj pjesme uvrštene u pjesničke antologije u Australiji i SAD. Pjesme je objavila u tiskovinama na hrvatskom jeziku iz Australije (Spremnost) i inozemstva. U antologiji Many Voices napisala je kratki esej o hrvatskom pjesništvu. Bila je tajnica Hrvatsko-australskog literarnog društva iz Sydneyja. Radila je kao migrantska učiteljica od ranih 1980-ih.
Napisala je pjesmu posvećenu igraču splitskog Hajduka koji je emigrirao u Australiju, Anti Žanetiću  Hrvatsko srdce - srdcu hrvatskome.

## Djela
Objavio je pjesme u žurnalima i antologijama, te samostalnim stihozbirkama:
- pjesme u zbirci ur. Ante Kumarić  Mirrors in the Shadow, 1994.
- Ratnik svjetlosti, stihozbirka, 2011.
- Eminin javor, stihozbirka, 2011.
- Rasplamsana vatra iz daljine, drama, 2010.
- Sokol kliče s Ivan Planine, stihozbirka, 2009.
- Nespominjani i zaboravljeni, stihozbirka, 2009.
- Suze roni Hrvatica vila, stihozbirka, 2003.
- Agony of Two Gentle Souls, stihozbirka, 2003.
- pjesme u antologiji Reunion iz 2003., kojoj su urednici Robyn Ianssen, Beatriz Copello i Ann Davis; u istoj antologiji prevela je pjesme Ružice Stane Nimac
- Love Is a Rose, stihozbirka, 2001.
- pjesme u zborniku  The Opening of Borders, antologiji poezije sudionika 21. svjetskog pjesničkog kongresa u Sydneyu 2001.
- urednica antologije poezije i proze  Soul of My City  iz 2000.,;koja je bila dio književnog popodneva festivala u Blacktown Cityju 1998.[5]
- Junak vjesnik proljeća, stihozbirka, 1999.
- urednica antologije poezije  Spirit of Carnivale 1998.[6]
- prijevod pjesama Pavla Despota Dubrovniče, diko, 1996.[7]
- Hero Messenger of Spring, proza, 1995.
- Bleiburg 1945-1995 : posvećeno 50- obljetnici Bleiburga, stihozbirka, 1995.
- Posavino, naša rano ljuta, stihozbirka, 1995.
- Za tobom Boko suzno moje oko, stihozbirka, 1995.
- pjesme u zborniku  Western Galaxy, antologiji kratkih priča i pozeije iz sydneyskih zapadnih predgrađa, 1994., ur. Peter F. Pike[8]
- Čarobni dragulj Slavonije, stihozbirka, 1992.
- Orlovi Hrvatske: 50 obljetnica uspostave Nezavisne Države Hrvatske, stihozbirka, Hrvatsko dramsko literarno drustvo Mile Budak, 1991.
- Pravaška zora svanuti mora, 1991.